# VideoTEL
VideoTEL – oprogramowanie klasy home banking do obsługi bankowości elektronicznej, przeznaczone dla średnich i dużych przedsiębiorstw współpracujących z jednym lub kilkoma bankami.
Program VideoTEL jest produktem firmy VideoTEL sp. z o.o. przejętej w 2000 roku przez ComputerLand (obecnie Sygnity). W Polsce stosowany był m.in. przez Bank Pocztowy, Bank Millennium, Bank BPH, InvestBank, Kredyt Bank i Narodowy Bank Polski.
Oprogramowanie VideoTEL oferuje pełną typową funkcjonalność narzędzi klasy home banking oraz szereg unikatowych funkcjonalności w tym obsługę kwalifikowanego wielopodpisu, pracę online/offline oraz drogi awaryjnej dla zleceń masowych (zależne od banku). Dodatkowo wersja przeznaczona dla Narodowego Banku Polskiego wspiera bankowość sektora publicznego oferując funkcjonalności wymagane dla sfery budżetowej, sprawozdawczości i raportowania.